# Hadena soligena
Hadena soligena là một loài bướm đêm trong họ Noctuidae.